# Oligotoma gurneyi
Oligotoma gurneyi är en insektsart som beskrevs av Walter Wilson Froggatt 1904. Oligotoma gurneyi ingår i släktet Oligotoma och familjen Oligotomidae.

## Underarter
Arten delas in i följande underarter:
- O. g. remota
- O. g. subclavata
- O. g. spinulosa
- O. g. centralis
- O. g. hilli
- O. g. agilis
- O. g. gurneyi